# Claro Q É Rock
Claro Q É Rock foi um festival de música criado e patrocinado pela empresa de telefonia celular Claro. O Festival teve duas edições, em 2005, e contou com bandas nacionais e internacionais.

## Edições

### 1ª Edição
Na primeira edição, a principal atração foi a banda Placebo.

### 2ª Edição
As sedes desta edição foram São Paulo (Chácara do Jóquei) e Rio de Janeiro (Cidade do Rock), realizados nos dias 26 e 27 de novembro de 2005 respectivamente.
Foi realizado um concurso de bandas, em que os envolvidos disputaram a oportunidade de se apresentar no festival. As bandas vencedoras foram 10Zero4 (Distrito Federal), Cartolas (Rio Grande do Sul), Imperdíveis (São Paulo), Mop Top (Rio de Janeiro), Ronei Jorge e Os Ladrões de Bicicleta (Bahia), Spiegel (Santa Catarina), Star 61 (Paraíba) e Volpina (Sorocaba-SP).
As principais atrações foram Cachorro Grande, Nação Zumbi, Sonic Youth, Iggy Pop and The Stooges, Good Charlotte, Fantômas, Flaming Lips e Nine Inch Nails.